# Лукин, Андрей Иванович
Андрей Иванович Лукин (род. 28 июля 1961 года, Целиноград, Казахская ССР, СССР) — казахстанский политический деятель. Депутат Сената Парламента Республики Казахстан (с 2019 года).

## Биография
В 1983 году окончил Целиноградский инженерно-строительный институт по специальности инженер-строитель, в 1993 году — Карагандинский государственный университет имени Е. А. Букетова по специальности юрист-правовед.
С 1982 по 1983 годы — пожарный СВПЧ-855 УВД Целиноградского облисполкома.
С 1985 по 1995 годы — старший инженер треста «Целинатрансстрой», оперуполномоченный ОБХСС Советского РОВД, старший оперуполномоченный, заместитель начальника ОБХСС Целиноградского ГОВД, начальник 2-го отделения милиции города Целинограда, начальник Восточного отдела внутренних дел города Акмолы, начальник управления внутренних дел Акмолы, начальник УГСК Акмолы, начальник управления экономической полиции Министерства внутренних дел Республики Казахстан, начальник Восточного ОВД Акмолы.
С 1998 по 2003 годы — директор департамента жилья города Астаны.
С июль по сентябрь 2003 годы — директор департамента и правовой работы аппарата Министерства индустрии и торговли Республики Казахстан.
С сентябрь 2003 по апрель 2005 годы — вице-министр индустрии и торговли Республики Казахстан.
С апрель 2005 по февраль 2012 годы — заместитель председателя Агентства Республики Казахстан по борьбе с экономической и коррупционной преступностью (финансовой полиции). В 2006 году получил звание генерал-майора финансовой полиции.
С февраль 2012 по ноябрь 2014 годы — первый заместитель председателя Агентства Республики Казахстан по борьбе с экономической и коррупционной преступностью (финансовой полиции).
С 2009 по 2014 годы — член общественного совета по вопросам противодействия коррупции при Агентстве Республики Казахстан по борьбе с экономической и коррупционной преступностью.
С декабрь 2014 года — заместитель акима города Астаны.
С августа 2017 по апрель 2019 годы — заместитель генерального прокурора Республики Казахстан.
12 августа 2019 года указом президента Республики Казахстан назначен депутатом сената парламента Республики Казахстан. 13 января 2023 года указом президента полномочия депутата были прекращены. 14 января 2023 года избран депутатом сената от города Астаны вместо выбывшего Ахылбека Куришбаева.

## Награды
- Орден «Парасат» (2016)
- Орден «Данк» II степени (2009)
- Медаль «Астана» (1998)
- Медаль «10 лет независимости Республики Казахстан» (2001)
- Медаль «10 лет Конституции Республики Казахстан» (2005)
- Медаль «10 лет Астане» (2008)
- Медаль «20 лет независимости Республики Казахстан» (2011)
- Медаль «25 лет независимости Республики Казахстан» (2016)
- Медаль «20 лет Астане» (2018)
- Отличник Министерства внутренних дел Республики Казахстан
- Нагрудный знак «15 лет полиции Республики Казахстан» (2007)
- Юбилейный нагрудный знак «15 лет финансовой полиции Республики Казахстан»
- Нагрудный знак «20 лет полиции Республики Казахстан» (2012)
- Почётная грамота Совета Межпарламентской Ассамблеи государств — участников Содружества Независимых Государств (27 ноября 2020 года, Межпарламентская ассамблея СНГ) — за активное участие в деятельности межпарламентской Ассамблеи и её органов, вклад в укрепление дружбы между народами государств — участников Содружества Независимых Государств[8]